# Прогрессив-брейкс
Прогрессив-брейкс (англ. progressive breaks) или атмосферик-брейкс (англ. atmospheric breaks), также прог-брейкc, атмосферные брейки или прогрессивные брейки — стиль брейкбит-музыки, который представляет собой легкую смесь ломанного бита, транса и чилаута, насыщенную глубоким, часто тянущимся, басом, трансовым арпеджио, яркой панорамированной аранжировкой и насыщенной фоновой составляющей.

## Особенности жанра
Прогрессив-брейкс — это мелодичная, спокойная, музыка с приятным спокойным вокалом, насыщенная звуками, ассоциирующимися с небесной картиной ярких красок. Стиль этой музыки насыщен поистине тонкими вибрациями музыки, которые погружают слушателя в трансовое состояние. В музыке прогрессив-брейкс не обошлось и без особого драйва — необычная атмосферность и динамичность — главные акценты в этом музыкальном стиле. Сюда же можно добавить отчетливый ритм в сочетании с яркими мелодиями и романтическим настроением. Темп композиций обычно составляет от 120 до 130 BPM (ударов в минуту).